# 媒體改造學社
媒體改造學社（英文：The Campaign for Media Reform），全稱「社團法人媒體改造學社」(簡稱「媒改社」)，創立於2003年5月4日。成員主要由台灣的傳播學者、學生、社會運動者、音樂人、文化人、部落客、新聞工作者與公民記者共同組成，以改造台灣媒體結構、提升全民媒體素養、保障傳播從業人員工作權、健全本地傳播生態為宗旨。
媒體改造學社的前身是「無線電視民主化聯盟」（簡稱「無盟」）。無盟成立於2000年11月19日，共同發起人有117人。

## 組織

### 理監事會
- 現任理事長：羅世宏
  - 理事名單：王維菁(辭任)、田育志、李明穎、林麗雲(辭任)、邱家宜、柯宗賢、劉昌德(辭任)、簡妙如、魏玓、羅慧雯、唐士哲(繼任)、林沛澧(繼任)
  - 監事名單：馮建三、翁秀琪、郭力昕、陳炳宏(候補)
- 歷屆理事長
  - 馮建三（第一、二屆理事長）

### 執行委員會
- 現任召集人：邱家宜
- 歷屆召集人
  - 余陽州（三個月）
  - 管中祥（一年九個月）
  - 魏玓（一年）
  - 羅世宏（一年九個月）
  - 洪貞玲（一年）
  - 劉昌德（一年）
  - 魏玓、唐士哲、簡妙如、王維菁（三個月）
  - 馮建三、唐士哲、孫嘉穗、陳春富（三個月）
  - 柯宗賢（六個月）

- 歷屆執行委員
  - 第八屆執委名單（以姓名筆畫順序）：王維菁、周宇修、林麗雲、唐士哲、孫嘉穗、陳炳宏、馮建三、黃能揚、蔡蕙如、簡妙如、魏玓
  - 第七屆執委名單（以姓名筆畫順序）：王維菁、孫嘉穗、林麗雲、陳炳宏、張時健、唐士哲、馮建三、劉昌德、鄭國威、簡妙如、羅世宏
  - 第六屆執委名單（以姓名筆劃順序）：劉昌德、邱家宜、孫嘉穗、馮建三、林麗雲、唐士哲、洪貞玲、簡妙如、何東洪、鄭國威
  - 第五屆執委名單（以姓名筆劃順序）：林麗雲、邱家宜、洪貞玲、唐士哲、陳炳宏、馮建三、郭力昕、劉昌德、簡妙如、何東洪、羅世宏。
  - 第四屆執委名單（以姓名筆劃順序）：林麗雲、邱家宜、洪貞玲、程宗明、張時健、管中祥、劉昌德、魏玓、羅世宏。
  - 第四屆候補執委名單：李明璁、何東洪、陳炳宏。
  - 第四屆諮詢委員：翁秀琪、馮建三、郭力昕、方念萱、何榮幸、陳順孝。

## 外部連結
- 媒體改造學社 （页面存档备份，存于）
- 媒體改造學社的Facebook專頁